# 漢尼斯·戴柯華
漢尼斯·戴柯華（法語：Hannes Delcroix；1999年2月28日—），比利時足球運動員，司職中後衛，現時効力英冠球會般尼。

## 國家隊生涯
德克魯瓦在2020年11月首次入選比利時國家足球隊，他在2-1戰勝瑞士的友誼賽完成了國家隊首秀。

## 外部連結
- worldfootball.net：漢尼斯·戴柯華之統計數據 （英文）
- Soccerway Profile （页面存档备份，存于）
- Belgian Football Profile （页面存档备份，存于）
- RSCA Profile （页面存档备份，存于）